# Zapust Lwowski
Zapust Lwowski – dawna wieś sołecka. Znajdowała się nieopodal miejscowości Narajów. Obecnie w rejonie tarnopolskim obwodu tarnopolskiego Ukrainy.

## Nazwa
Nazwa wsi pochodzi od słowa „zapust”, którym określano „młody las niedawno zasadzony” lub „gaj opuszczony, zarośla”. 

## Historia
Zapust Lwowski to dawna wieś sołecka utworzona w latach 1932–1939 na terenach zakupionych po parcelacji majątku ziemskiego hrabiego Jakuba Potockiego. Posiadała 200 gospodarstw, zróżnicowanych co do wielkości. Do II wojny światowej zagospodarowano 160 działek, z których 120 należało do Polaków, a 40 do Ukraińców. Wieś należała do gminy Narajów Miasto w powiecie brzeżańskim województwa tarnopolskiego. 18 września 1939 r. nacjonaliści ukraińscy zamordowali tutaj 6 żołnierzy Wojska Polskiego, powracających do swoich domów. 3 marca członkowie OUN-UPA zamordowali dwie Polki, a w czasie napadu na wieś z 11 na 12 kwietnia 1944 r. (drugi dzień Świąt Wielkanocnych) prawie 100 Polaków i kilkoro Ukraińców. Kilkanaście osób zostało ciężko rannych lub poparzonych. 
Niektórzy Polacy zostali uratowani przez Ukraińców. Wieś przestała istnieć, a ocaleni Polacy zostali ewakuowani pod nadzorem Niemców do obozu przejściowego w Przemyślu. Dotknęła ich tam epidemia tyfusu. 